# Đạo luật Bảo tồn Nam Cực
Đạo luật Bảo tồn Nam Cực (tiếng Anh: Antarctic Conservation Act) là đạo luật được Quốc hội Hoa Kỳ khóa 95 ban hành vào năm 1978 (Pub.L. 95–541), và sửa đổi theo Pub.L. 104–227. Đây là luật liên bang của Hoa Kỳ về giải quyết vấn đề bảo vệ môi trường ở Nam Cực. Các Bộ Ngân khố, Nội vụ và Thương mại chịu trách nhiệm thi hành Đạo luật.
Đạo luật này có thể tìm thấy tại 16 U.S.C. § 2401–2413.

## Mục đích
Trước những năm 1960, vẫn tồn tại một số quy tắc liên quan đến các hoạt động ở Nam Cực. Việc săn bắt cá, cá voi và hải cẩu không được kiểm soát, và nhiều loài khác nhau đang bị đe dọa tuyệt chủng. Khách du lịch và các trạm nghiên cứu xả rác và gây ô nhiễm. Năm 1961, Hiệp ước Nam Cực được ký kết nhằm bảo vệ lục địa và thiết lập các hạn chế và trách nhiệm chính đối với du khách và việc sử dụng.
Là một phần trách nhiệm của mình với tư cách là bên ký kết Hiệp ước Nam Cực, Hoa Kỳ đã thông qua Đạo luật Bảo tồn Nam Cực năm 1978 để thiết lập các quy tắc cho tất cả công dân Hoa Kỳ, các tập đoàn Hoa Kỳ và một số người tham gia vào các chuyến thám hiểm của chính phủ Hoa Kỳ đến thăm hoặc hoạt động ở Nam Cực, như cũng những công dân Hoa Kỳ xử lý một số động vật và thực vật ở Nam Cực, và những người khác xử lý động vật và thực vật ở Nam Cực khi ở Hoa Kỳ.
Đạo luật quy định:
"(...) là bất hợp pháp, trừ khi được phép, đối với:
1. lấy động vật có vú hoặc chim bản địa
2. vào các khu vực được chỉ định đặc biệt
3. du nhập các loài không bản địa đến Nam Cực
4. sử dụng hoặc xả chất gây ô nhiễm được chỉ định
5. xả chất thải
6. nhập khẩu một số mặt hàng ở Nam Cực vào Hoa Kỳ"[1]